# Collada de Bracons
Collada de Bracons är ett bergspass i Spanien.   Det ligger i provinsen Província de Barcelona och regionen Katalonien, i den östra delen av landet, 500 km öster om huvudstaden Madrid. Collada de Bracons ligger 1 132 meter över havet.
Terrängen runt Collada de Bracons är huvudsakligen lite bergig. Collada de Bracons ligger uppe på en höjd som går i sydvästlig-nordostlig riktning. Runt Collada de Bracons är det glesbefolkat, med 15 invånare per kvadratkilometer. Närmaste större samhälle är Vilaseca, 11,2 km sydväst om Collada de Bracons. I omgivningarna runt Collada de Bracons växer i huvudsak blandskog.